# Braunschlag
Braunschlag ist eine Fernsehserie des Österreichischen Rundfunks, die 2011 in acht Folgen produziert wurde und von David Schalko stammt (Idee, Drehbuch, Regie und Produktion). Ab 18. September 2012 (beginnend mit einer Doppelfolge im Hauptabendprogramm um 20:15 Uhr) wurde die Serie jeweils dienstags um 21:05 Uhr im Rahmen der neuen Serienschiene DIE.NACHT in ORF eins ausgestrahlt. Die zugehörige DVD erschien bereits am 9. März 2012.
In Deutschland war die Serie in deutscher Erstausstrahlung ab 21. Mai 2015 auf RTL Crime zu sehen. Zuvor waren die Ausstrahlungsrechte bereits von der Deutschen Telekom erworben worden, welche die Serie seit Juli 2014 in der Entertain Selection von Telekom Entertain abrufbar machte. Des Weiteren ist sie im Portfolio der Streaming-Anbieter maxdome und Netflix zu finden. Eine deutsche FreeTV-Ausstrahlung erfolgte ab 13. Oktober 2015 beim Sender Einsfestival sowie ab 11. Oktober 2018 beim Sender Bayerischer Rundfunk.
Mitte 2024 wurde bekannt, dass an den Büchern für eine mögliche Fortsetzung gearbeitet werde. Die Dreharbeiten zu Braunschlag 1986 sind ab Mitte Juni 2025 vorgesehen.

## Handlung
Schauplatz der Handlung ist die fiktive Marktgemeinde Braunschlag, gelegen im Waldviertel an der Staatsgrenze zu Tschechien. Für den Bürgermeister Gerri Tschach ist es nicht einfach: Nach einigen gescheiterten Geschäftsideen ist seine Gemeinde pleite, sodass nur mehr ein Wunder helfen kann. Seine Ehe mit Herta Tschach ist am Ende und seine Tochter Babs will mit ihrem windigen Freund Ronnie, den sie aus Wien mitbringt, an sein Geld. Deshalb verbringt er die Nächte bei seinem „unfruchtbaren Freund“ und Geschäftsvisionär Richard Pfeisinger in dessen maroder Ortsdisco. Weitere Einwohner des Ortes sind Richard Pfeisingers Ehefrau Elfi, eine „wahrscheinlich ehemalige Miss Niederösterreich“ und Schwester des als Dorfdepp verrufenen Reinhard Matussek. Dieser betreibt einen UFO-Landeplatz (der in der realen Welt des Waldviertels tatsächlich in Kautzen existiert) und beschäftigt sich mit dem Ausstopfen von Tieren. Elfis Vater Matussek ist ein reicher Textilfabrikant, der wenig mit seinen Kindern anzufangen weiß.
Zu Beginn der ersten Folge brüten Gerri und Richard die Idee einer fingierten Marienerscheinung auf einer Waldlichtung aus und wählen als Lockvogel den ufogläubigen Reinhard Matussek. Dieser fällt tatsächlich auf das angebliche Wunder herein und beginnt im Dorf zu predigen und Marienbotschaften zu verkünden. Als schließlich auch noch Reinhards sterbenskranker und schwerreicher Vater geheilt wird, nachdem dessen Tochter Elfi ihm zwei Meerschweinchen auf die Brust gesetzt hat, überschwemmen Wallfahrtstouristen den insolventen Ort, bringen den erhofften finanziellen Aufschwung und Braunschlag beginnt wieder zu florieren. Natürlich sind auch der alte Matussek sowie die politischen Strippenzieher von Gerris Partei in der niederösterreichischen Landeshauptstadt St. Pölten daran interessiert, aus dem angeblichen Wunder Profit zu schlagen. Der Neffe des niederösterreichischen Landeshauptmanns kommt schließlich persönlich in Braunschlag vorbei, um Gerri im Sinne seines Onkels zu beeinflussen. Hinzu kommen ein metrosexueller Kommissar aus dem Vatikan „in Form des balzenden Inquisitors Banyardi“, der sich in die deutsche Magd Silke verliebt, die bei Gerris Mutter auf dem Hof arbeitet.
Doch bald entgleitet den beiden trinkfreudigen Wundererfindern die Situation, die zunehmend eskaliert: „… zwischen dem Wahnsinn der Einheimischen, dem Druck aus St. Pölten, unlösbaren Eheproblemen und dem Vatikan“ wird das Wunder von Braunschlag zum Fluch. Ein solcher wird denn auch Gerri im Verlaufe der weiteren Handlung als Strafe für seinen Frevel von einer Taube verkündet. Und tatsächlich wendet sich die weitere Geschichte gegen Gerri und auch seinen besten Freund Richard: Zuerst geht Gerris Frau Herta in einem „Kuschelzoo“ fremd und verliebt sich. Elfi wird trotz der Unfruchtbarkeit ihres Freundes schwanger und verschweigt diesem, dass das Kind aus ihrer Affäre mit dessen bestem Freund Gerri stammt. Die örtliche Bank wird von einem Unbekannten überfallen, den jedoch alle im Dorf für Ronnie halten. Der alte Matussek wird von einem Hund zerrissen, der seinem vor drei Jahren entlaufenen Bauxi zum Verwechseln ähnlich sieht und bald von den Dorfbewohnern für eine Inkarnation des Teufels gehalten wird. Daraufhin flüchtet der haitianische Pfarrer aus dem Ort. Gerri tritt als Bürgermeister zurück und übergibt sein Amt Banyardi, der davor wegen der deutschen Magd Silke seine kirchlichen Ämter aufgegeben hatte. Entdeckt wird, dass Gerris Nachbarin Frau Berner zwei Männer über Jahre im Keller eingesperrt hatte, die sich ihre Zeit mit Tischtennis vertrieben haben, und nach dem Banküberfall erst von Ronnie und dann von Dr. Feist sen. Gesellschaft bekommen, die die Nachbarin ebenfalls einsperrt. Erst als die vier streiten, entdecken sie ein Loch zum Lüftungsschacht und erlangen so Gerris Aufmerksamkeit, der die Polizei ruft. Danach kommt es zu einem internationalen Medienauflauf. Schlussendlich fliegt die Affäre zwischen dem Bürgermeister und Elfi auf, und Richard läuft mit einer Motorsäge Amok. Zeitgleich jedoch wird aus dem Testament des alten Matussek bekannt, dass dieser Braunschlag als illegales Lager für tschechischen Atommüll nutzte, sodass der gesamte Ort binnen Stunden komplett evakuiert wird. Freiwillig zurück bleiben nur Gerri und Richard ohne ihre Ehefrauen und die zwei ersten im Keller Eingesperrten mit neuer Tischtennisausrüstung. Silke kehrt zurück, um mit Banyardi zusammen zu sein, und Reinhard Matussek wird mit dem ausgestopften Bauxi Zeuge einer Ufolandung.

## Besetzung

### Hauptdarsteller
- Robert Palfrader: Gerhard „Gerry“ Tschach, Bürgermeister
- Maria Hofstätter: Herta Tschach
- Nicholas Ofczarek: Richard Pfeisinger, Diskothekenbesitzer
- Nina Proll: Elfie Pfeisinger
- Manuel Rubey: Alfred Banyardi, apostolischer Visitator
- Sabrina Reiter: Barbara „Babs“ Tschach
- Christopher Schärf: Ronald „Ronnie“ Zeman
- Simon Schwarz: Rainer Katzlbrunner, St. Pöltner Landespolitiker
- Raimund Wallisch: Reinhard Matussek, Dorfkauz und Marienseher
- Branko Samarovski: Dr. Feist sen.
- Thomas Stipsits: Dr. Feist jr.
- Stefanie Reinsperger: Polizistin Gerti
- Erol Nowak: Polizist Hannes Salat
- Adina Vetter: Magd Silke/Waltraud

### Nebendarsteller
- Gabriela Schmoll: Mutter Tschach
- Libgart Schwarz: Frau Berner
- Hannes Thanheiser: Matussek sen.
- David Wurawa: Pfarrer
- David Miesmer: Kevin, Bankangestellter
- Martina Spitzer: Gemeindesekretärin Mucki
- Ruth Brauer-Kvam: Gertrude, Nonne aus dem Vatikan
- Ronald Seboth: russischer Mafioso
- Inge Maux: Mutter von Herta Tschach
- Karl Fischer: Kortner, Raiffeisenbank
- Karlheinz Hackl: Hans Berner
- Johannes Krisch: Gerhard Praschak, Mediamarktverkäufer im Keller
- Bibiana Zeller: Tante Cornelia
- Klaus Rott: Kripobeamter
- Michael Thomas: Leo
- Doris Schretzmayer: Gitti, Tantra-Therapeutin

## Episoden
- Folge 1: Ein heiliges Wunder[12]
- Folge 2: Das Wirtschaftswunder[15]
- Folge 3: Der Fluch
- Folge 4: Der Überfall
- Folge 5: Bauxi
- Folge 6: Der neue Bürgermeister
- Folge 7: Im Keller
- Folge 8: Freunde fürs Leben

## Hintergründe
Die Dreharbeiten fanden vom 12. April bis zum 27. Juli 2011 in den Waldviertler Gemeinden Eisgarn, Heidenreichstein, sowie Litschau und Umgebung statt. Die einzelnen Folgen werden als Hörfilm ausgestrahlt.
Der Öffentlichkeit vorgestellt wurde die ORF-Serie, die nach Angaben der APA bereits ein halbes Jahr vor der Ausstrahlung Wellen geschlagen hat, am 1. März 2012 im Wiener Künstlerhauskino. Es seien „hunderte Produzenten, Schauspieler, Journalisten und Fans“ bei der Präsentation anwesend gewesen, was die APA jedoch auf die Besetzung mit Robert Palfrader („Kaiser Robert Heinrich I.“) und „Burg-Star“ Nicholas Ofczarek, sowie den verantwortlichen Drehbuchautor und Regisseur David Schalko zurückführt.
Die Serie erschien am 9. März 2012 auf DVD und erreichte innerhalb weniger Tage über 10.000 und bis Anfang September rund 15.000 verkaufte Einheiten der 3-DVD-Box. David Schalko begründete die ungewöhnliche Vermarktungsweise u. a. mit dem „modernen Serienverhalten“ der Zuschauer: „Die Gruppe derer, die Serien auf DVD schaut, ist kleiner, als jene, die im Fernsehen zuschauen. Aber sie macht die Stimmung.“
Die (im März 2012 neue) ORF-Fernsehdirektorin Kathrin Zechner begründete den frühen Verkaufsstart der DVD-Box Monate vor Ausstrahlung der Serie, damit, dass sie Braunschlag „als ein Filetstück ihrer programmlichen Neuerungen präsentieren“ wollte. Die achtteilige Reihe solle „in acht Wochen ohne Unterbrechung (etwa durch Fußball)“ gezeigt werden. Nach Aussage des Produzenten und Regisseurs wäre das wichtig, „weil es nicht wie in episodischen Serien in jeder einzelnen Folge um eine in sich geschlossene Geschichte geht, sondern um einen Handlungsverlauf über acht Abende.“ Der ORF-Fernsehfilmchef Heinrich Mis wollte Braunschlag nicht als Serie, sondern als „neues Genre“, als „TV-Roman in [acht] Fortsetzungen verstanden wissen“. Im Übrigen sollte es laut Mis, wie er Anfang September noch vor Serienstart bekannt gab, keine Fortsetzung geben.
Nach Aussage von Nicholas Ofczarek gab es für die Produktion von Braunschlag keinen Quotendruck. Auf die Frage, ob die Serie beim sogenannten breiten Publikum ankommen würde, gab es bei der Präsentation im März 2012 unterschiedliche Ansichten: Der Darsteller des Vatikan-Inquisitors, Manuel Rubey, hielt Braunschlag für „nicht breitenwirksam“. David Schalko befand abwägend, „dass dies lediglich eine ‚Frage der Aufnahmebereitschaft‘“ sei. Alexander Wrabetz, Generaldirektor des öffentlich-rechtlichen ORF, vermutete, „dass sich ‚Braunschlag‘ aufgrund des enthaltenen Lokalkolorits für den internationalen Markt nicht eignet und wohl auch nicht refinanzierbar ist.“ Ein Privatsender würde seiner Meinung nach ein solches Format niemals produzieren. Kathrin Zechner jubelte hingegen in Anspielung auf Ofczarek, Palfrader und den Regisseur: „Ob Burgtheater, Kaiser oder Schalko – so kann man den ORF unverwechselbar lieben“.
Nach Meinung von Doris Priesching Anfang September (noch vor dem Sendestart) im Interview mit Robert Palfrader im Standard fanden bereits viele die Serie gut. So fragte sie Palfrader, ob er „überrascht [wäre] von den Hymnen“, was er verneinte. Dass das fiktive Braunschlag im Waldviertel liege, begründet Palfrader damit, dass der von dort stammende David Schalko und er das Waldviertel liebten. Sie würden bereits seit 15 Jahren überlegen, was sie machen könnten, um in dieser Gegend zu drehen. Im Übrigen sei Braunschlag für Palfrader kein Glücksfall, wie Doris Priesching vermutete, sondern ein „Masterplan“ gewesen. Auf die Frage nach einer Fortsetzung schloss er dies nicht so kategorisch aus, wie es der ORF-Fernsehfilmchef Mis vor Journalisten tat (siehe oben): „Wenn David Schalko keine Lust hat, hat es keinen Sinn.“

### Zitate über die beiden Hauptrollen
„Bürgermeister Tschach ist ein Halbbauernschlauer. Er ist nicht blöd, aber er denkt die Dinge nicht zu Ende. Er hat schon Ideen, und er hat den Ehrgeiz, aber es wäre schon besser gewesen, wenn er ein paar Mal mehr über das nachgedacht hätte, was er so macht. Und das fällt ihm dann schließlich auch auf den Kopf. Ein guter Mensch im klassischen Sinn ist er jedenfalls nicht[.] […] Ich habe mir Tschach aus vielen Menschen aus meinem nahen Umfeld zusammengebastelt, aus Menschen, die ich sehr mag und die mir sehr nahe stehen.“

„Richard ist ein schwerer Alkoholiker mit einer unendlichen Leere in sich und seinem Leben. Ein Verlierer, wie viele in dieser Serie. Kein Held und einer, der auch nicht weiß, wie er da wieder rauskommt[.] […] Das Besondere an ‚Braunschlag‘ ist, dass es eine Ensemblearbeit ist. Das ist im Theater sehr selten, im Film eigentlich unmöglich. Es gibt keine Hauptrollen in dem Sinn. Alle sind gleich wichtig, auch wenn jemand weniger Drehtage hat.“

## Rezensionen
In der Frankfurter Allgemeinen Zeitung nennt Hannes Hintermeier die Serie eine „schwarzhumorige Gesellschaftskomödie“. Die Presse schreibt der Serie bereits im Vorfeld – anlässlich der Erscheinung der DVD-Box im März 2012 – das Potential zum Kultstatus zu. Die Zeitschrift News stellt die Serie als „aberwitzige Satire“ vor, sie sei eine „urösterreichische Nabelschau“. Ähnlich äußert sich Carolin Ströbele auf Zeit Online, sie lobt besonders das „fantastische Schauspielerensemble“, das ganz tief „in die Keller der österreichischen Seele“ schaue.
Auffallende Parallelen gibt es zu der Mitte August 2012 in den österreichischen und deutschen Kinos gestarteten Koproduktion Wer’s glaubt wird selig des Bayerischen Rundfunks: „Dörflich-katholische Bigotterie gepaart mit kleinbürgerlich-deftiger Schlaubergermentalität: Was David Schalko mit seiner ORF-Serie ‚Braunschlag‘ anhand eines kleinen niederösterreichischen Dorfes durchexerziert hat, kommt nun in der bayerischen Version als Spielfilm ins Kino. ‚Wer’s glaubt wird selig‘ nennt sich Marcus H. Rosenmüllers skurrile Heimatkomödie, […]“
Die ersten beiden Folgen der Serie erreichten eine durchschnittliche Zuseherzahl von knapp unter einer Million und einen Marktanteil von 36 Prozent, was den besten Wert für den Dienstag auf ORF eins seit 1993 bedeutete.

## Auszeichnungen
Braunschlag wurde im Herbst 2012 beim 22. Internationalen Film- und Fernsehfestival Cologne Conference in Köln gezeigt und von der Jury in der Wettbewerbsreihe Top Ten als eine der zehn weltweit wichtigsten Arbeiten ausgewählt.

## Nicht realisierte Adaptionen
Am 17. November 2014 gab der amerikanische Sender Fox auf seiner Website bekannt, dass eine Pilotfolge für ein Remake der Serie bestellt wurde. Diese war zunächst für das Frühjahr 2015 geplant, bei Erfolg sollte daraus dann eine Serie gestartet werden. Als Hauptdarsteller war Rob Riggle vorgesehen. Stand September 2015 wurde keine Serie aus dem Projekt bestellt. Laut Aussagen David Schalkos ist dieser Versuch niemals pilotiert worden.
Ein gutes Jahr später wurde bekannt, dass der Sender ABC einen Piloten bei Sony bestellt hat. Dieser solle eine halbstündige Adaption der Serie sein, mit einem Twist, dass die Hauptfigur der Serie kein männlicher Bürgermeister, sondern eine Bürgermeisterin namens Emma Wolf ist, die sich mit Problemen mit ihren Geschwistern und ihrem sterbenden Vater kümmern müsse. Zusätzlich dazu kommen, wie bekannt, eine fast bankrotte Gemeinde und die Mafia.